# Пулькогі
Пулькоґі (кор. 불고기) — страва корейської кухні, рід барбекю, зазвичай готується з маринованої яловичини або телятини, іноді - з курятини або свинини .

## Етимологія
Пулькоґі буквально означає «вогняне м'ясо» по-корейськи, назва походить від способу приготування на відкритому вогні. Існують різноманітні варіації, наприклад, так пулькоґі (курячий пулькогі) або тведжі пулькоґі (свинячий пулькоґі) .

## Історія
Вважається, що пулькоґі з'явилося в державі Когурьо (37 до н. е. - 668), де воно називалося мекджок (맥적), смажене на рожні м'ясо . В часи династії Чосон ця страва носила назву нобіані (너비아니), «тонко нарізане» (м'ясо) . Його готували в багатих будинках .

## Приготування та сервірування

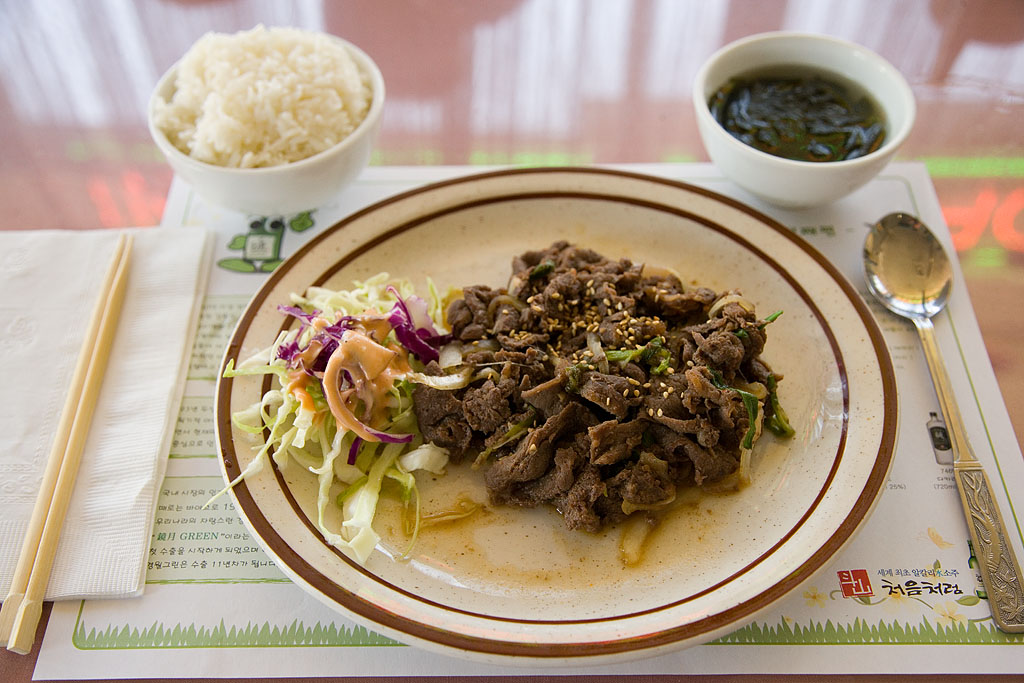

Пулькоґі готується з вирізки або інших високоякісних частин туші . Перед приготуванням м'ясо маринують в суміші соєвого соусу, цукру, кунжутної олії, часника, чорного перцю й інших інгредієнтів (зеленої цибулі, ріпчастої цибулі або грибів, особливо печериць або шіїтаке, груш). Страва може бути доповнена фунчозою  .
Пулькоґі може готуватися на сковороді, хоча зазвичай смажиться на грилю. Головки часнику, різаний перець і цибулю часто смажаться разом з м'ясом . Іноді пулькоґі сервірують з листовими овочами, наприклад, капустою, загортаючи в неї м'ясо .

## У сучасній культурі
Пулькоґі подають в ресторанах Південної Кореї, також існує різновид гамбургерів з пулькоґі. У такі гамбургери кладуть помідори, капусту, іноді сир   .